# Joseph F. Ryter

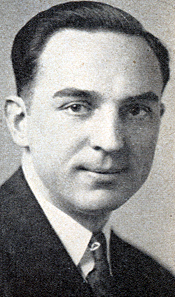
Joseph F. Ryter

Joseph Francis Ryter (* 4. Februar 1914 in Hartford, Connecticut; † 5. Februar 1978 in West Hartford, Connecticut) war ein US-amerikanischer Politiker. Zwischen 1945 und 1947 vertrat er den Bundesstaat Connecticut im US-Repräsentantenhaus.

## Werdegang
Joseph Ryter besuchte die öffentlichen Schulen seiner Heimat und das St. Thomas Seminary in Bloomfield. Danach studierte er bis 1935 am Trinity College in Hartford. Nach einem anschließenden Jurastudium und seiner im Jahr 1938 erfolgten Zulassung als Rechtsanwalt begann er in Hartford in seinem neuen Beruf zu arbeiten. Zwischen 1939 und 1941 war er zunächst als Verwaltungsangestellter am Polizeigericht und danach bis 1943 am städtischen Gericht von Hartford tätig.
Ryter war Mitglied der Demokratischen Partei. Im Jahr 1940 war er Delegierter zur Democratic National Convention in Chicago, auf der Präsident Franklin D. Roosevelt für eine dritte Amtszeit nominiert wurde. Bei den Kongresswahlen des Jahres 1944, die für den sechsten Abgeordnetensitz von Connecticut staatsweit abgehalten wurden, wurde er in das US-Repräsentantenhaus in Washington, D.C. gewählt, wo er am 3. Januar 1945 die Nachfolge des Republikaners B. J. Monkiewicz antrat. Da er bereits bei den folgenden Wahlen im Jahr 1946 gegen Antoni Sadlak verlor, konnte Ryter bis zum 3. Januar 1947 nur eine Legislaturperiode im Kongress absolvieren, die von den Ereignissen des Zweiten Weltkrieges und der unmittelbaren Nachkriegszeit bestimmt war.
Nach dem Ende seiner Zeit im US-Repräsentantenhaus zog sich Joseph Ryter aus der Politik zurück und arbeitete wieder als Anwalt. Er starb am 5. Februar 1978, einen Tag nach seinem 64. Geburtstag, in West Hartford und wurde in Bloomfield beigesetzt.